# Курцієве озеро

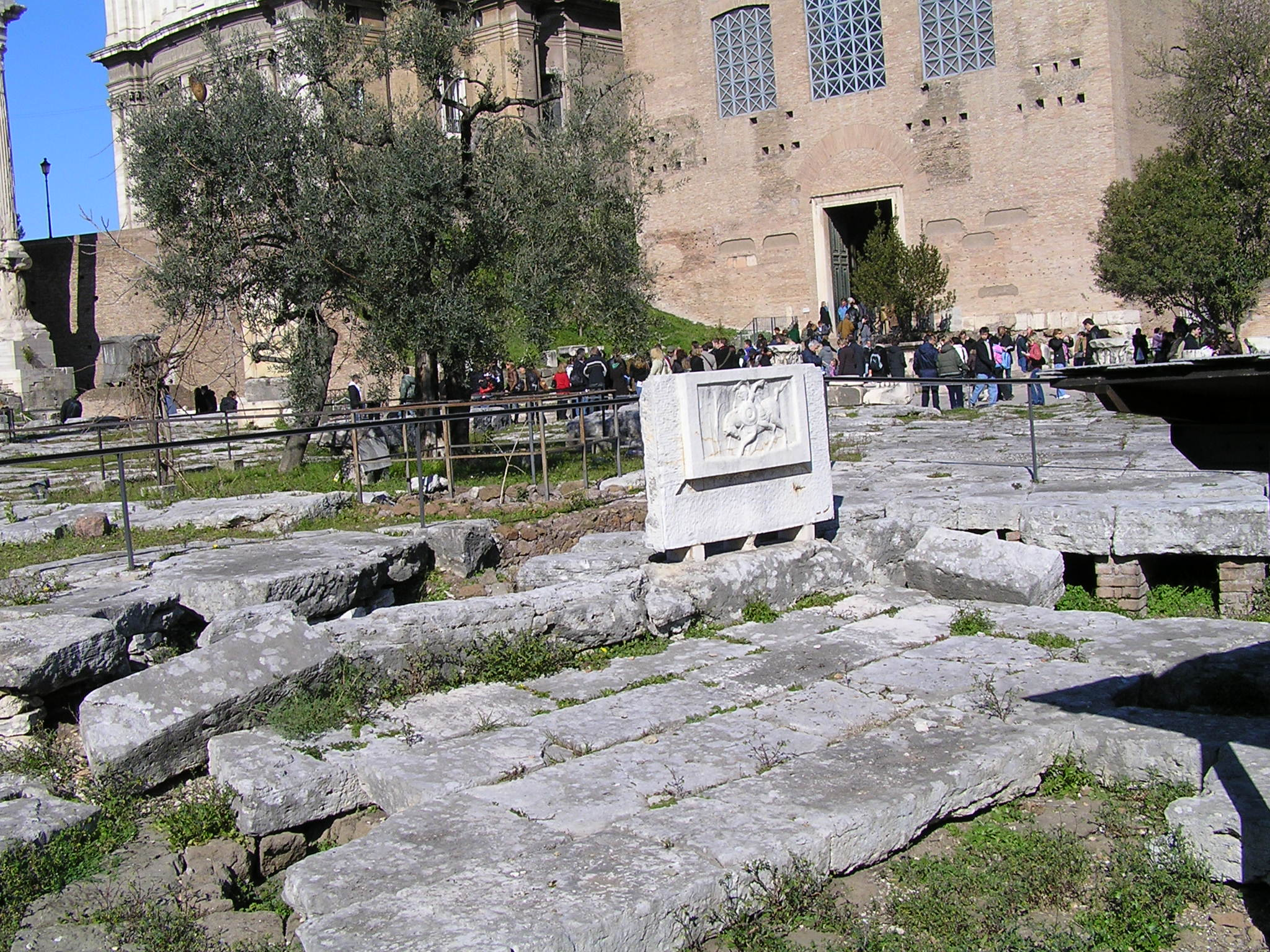
Рельєф Марка Курція на місці Курцієвого озера (на задньому плані Курія Юлія)

Курцієве озеро (лат. Lacus Curtius) — руїни монументу в центрі римського форуму.
Марк Теренцій Варрон подає три версії виникнення цієї назви :
1. Сабінянин Меттій Курцій під час бою між сабінянами і римлянами загруз на коні в цьому озері (болоті), але врятувався. Перед будівництвом Клоаки Максима це було найнижче і заболочене місце на форумі[2].
2. У 362 до н. е. тут утворилася тріщина і молодий воїн Марк Курцій на цьому місці кинувся у прірву, в ім'я Риму та за вимогою оракулів, приносячи себе в жертву підземним богам.
3. За третьою версією консул Гай Курцій Філон за рішенням сенату у 445 до н. е. відокремив ділянку, де вдарила блискавка.

За часів Августа «озеро» вже було сухим місцем і в нього щорічно в день народження імператора кидали монету за його здоров'я. Біля озера був вбитий у 69 році імператор Гальба.

## Галерея

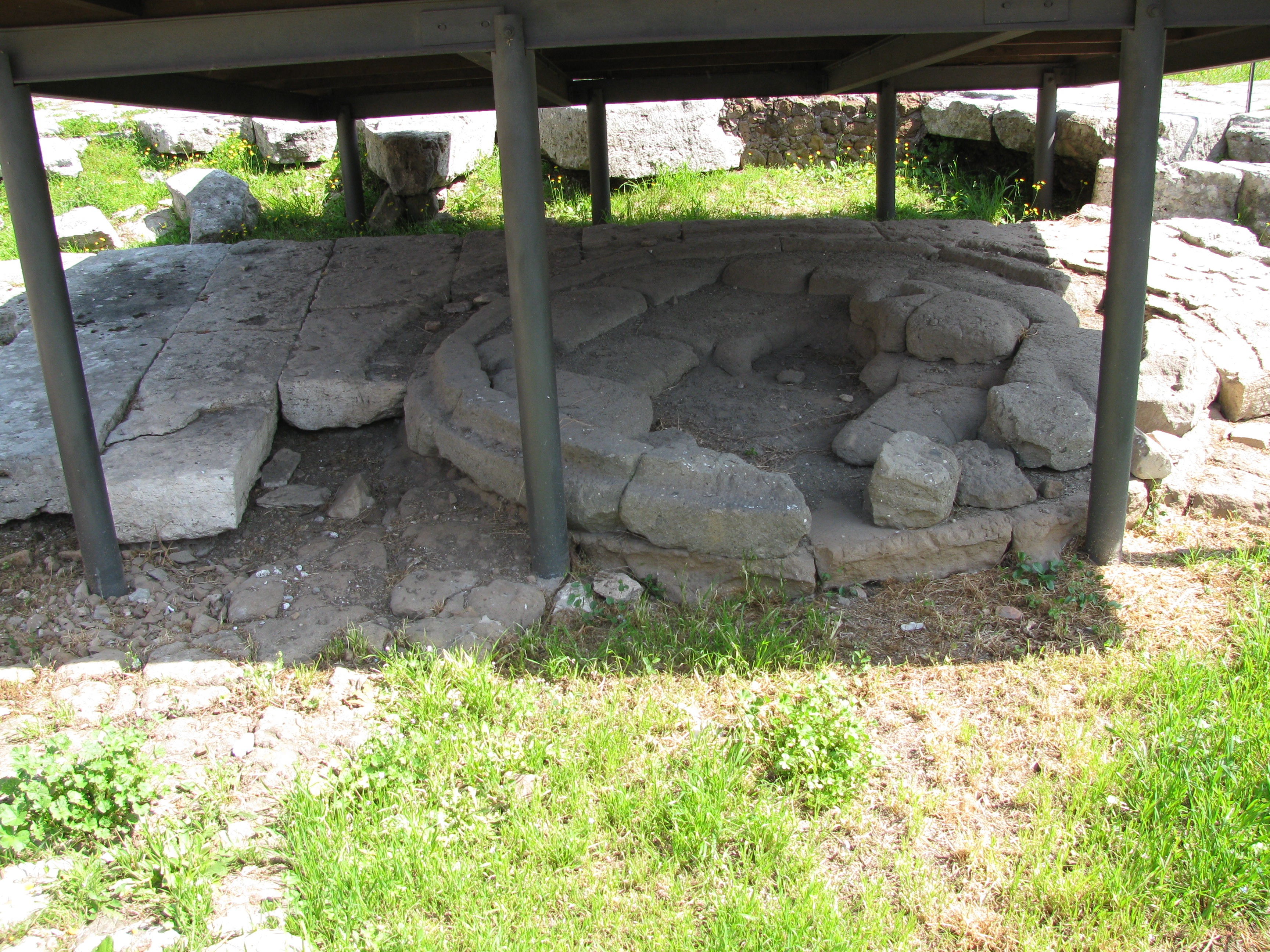
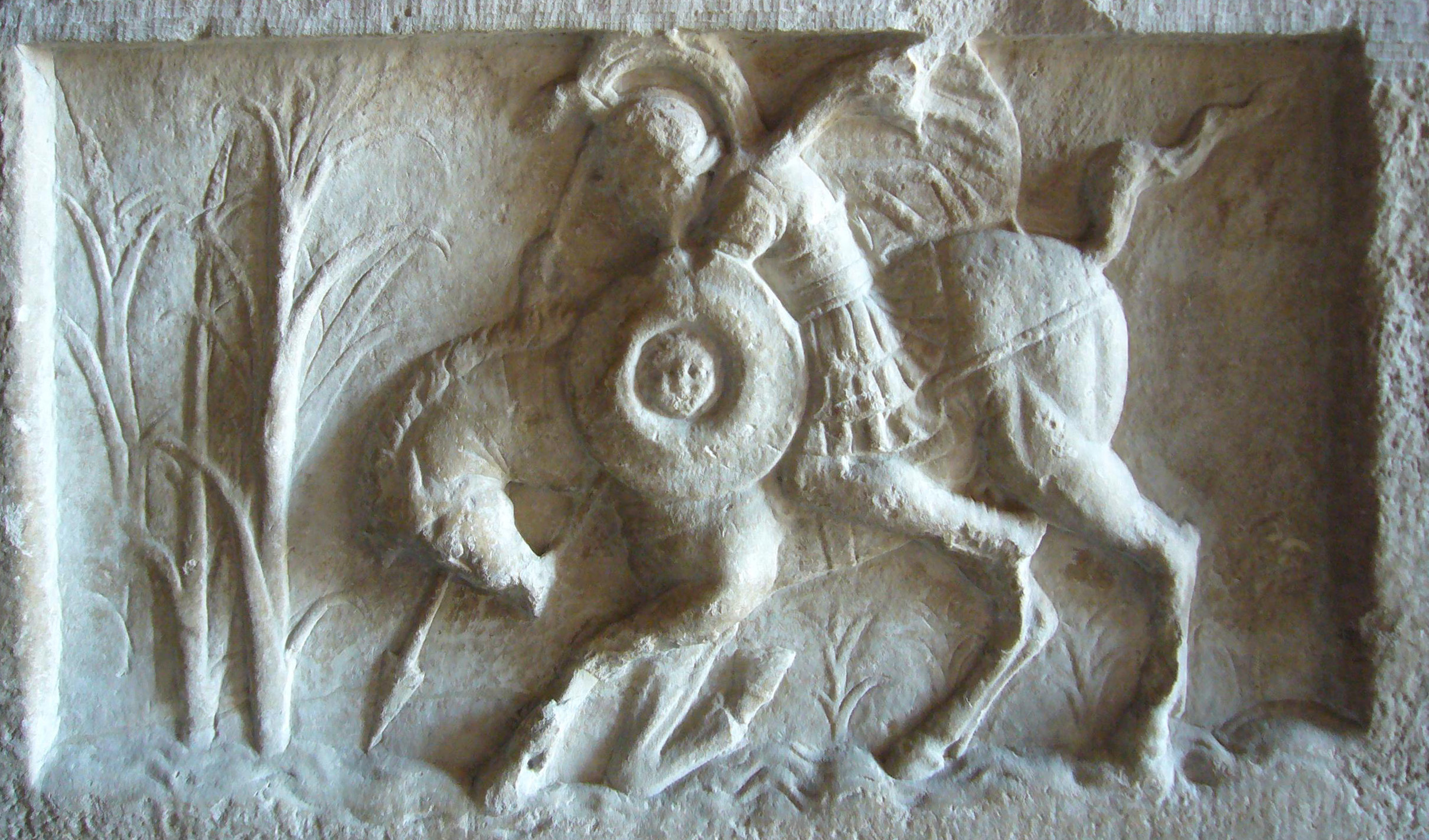
Рельєф із зображенням Меттія Курція
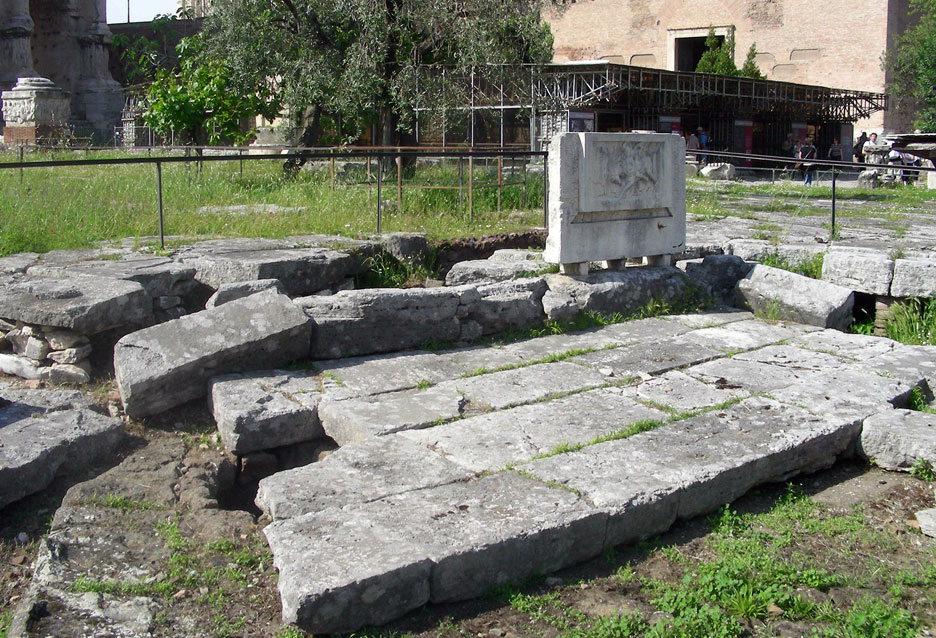
Сучасний вигляд
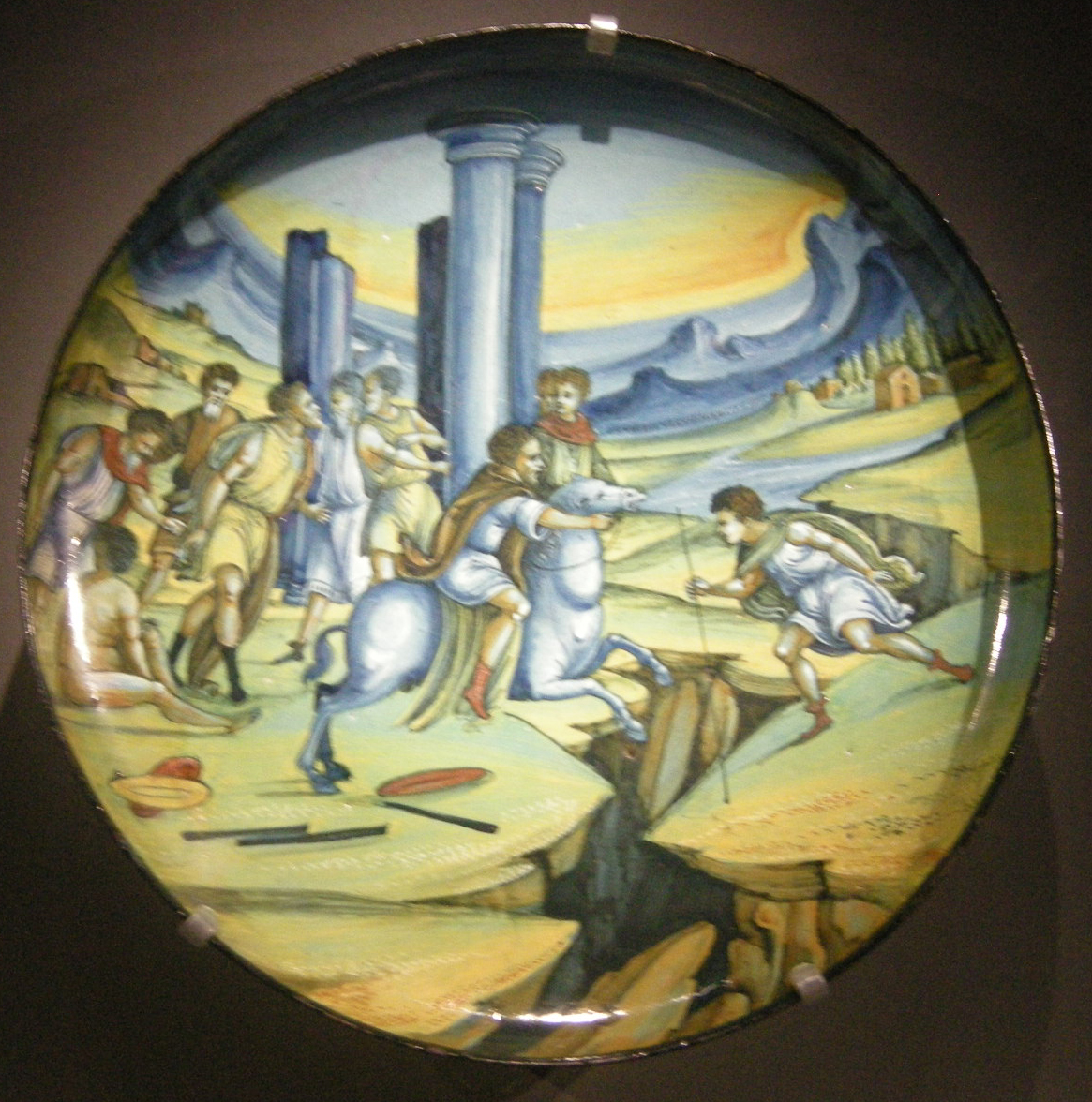
Майоліка. Курцій стрибає у прірву
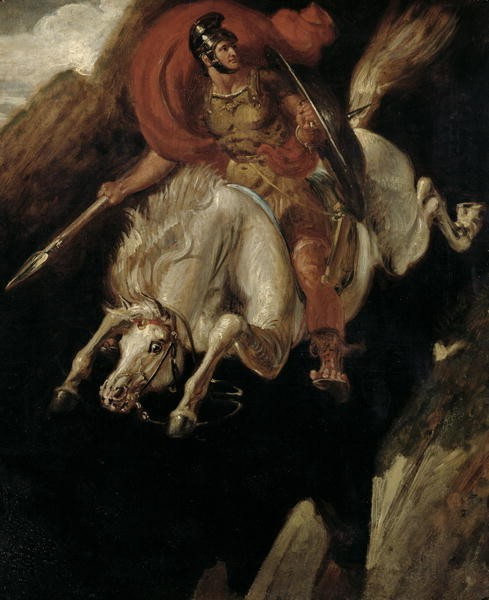
Бенджамін Хейдон, «Марк Курцій»